# Jeltje de Bosch Kemper
Jeltje de Bosch Kemper (Ámsterdam, 1836 – 1916) fue una feminista holandesa.

## Biografía
Era miembro de la familia noble Kemper, se educó en una escuela de niñas. Se interesó en los temas de la mujer por La esclavitud de las mujeres de John Stuart Mill y Harriet Taylor Mill.

## Trayectoria profesional
En 1871, se convirtió en miembro de Algemeene Nederlandsche Vrouwenvereeniging fundada por Betsy Perk, una asociación con el objetivo de mejorar el derecho de las mujeres a recibir educación y trabajar para mantenerse a sí mismas  bajo el lema 'Arbeid Adelt'. Kemper se convirtió en miembro de la junta departamental de Ámsterdam. Después de una lucha de poder, condujo a la fundación por parte de Kemper de Algemeene Nederlandsche Vrouwenvereeniging 'Tesselschade'  que presidió entre 1886 y 1911. El objetivo de 'Tesselschade' era mejorar la suerte de las mujeres civilizadas pero empobrecidas ayudándolas a mantenerse. Kemper también introdujo esta mejora del lote a través de la atención a la educación y, como tesorero de 'Tesselschade' (desde 1874), se aseguró de que también se estableciera un "Fondo de Educación" Louise Frederike Wijnaendts.
Mejorar la educación artesanal en las escuelas primarias se convirtió en uno de los objetivos. De Bosch Kemper fue miembro de la junta de la Escuela Diurna de Dibujo y Artesanía para Niñas. 
Más tarde a partir de 1878 fundó Vereeniging voor Ziekenverpleging, los primeros cursos para formar enfermeras profesionales en los Países Bajos. Además, desde 1890 fue la 'líder y presidenta' del Maandblad voor Ziekenverpleging. En 1892 presidió el Congreso de Enfermería y Enfermería , que inició la fundación del Nederlandsche Bond voor Ziekenverpleging (1893). La Amsterdam Housekeeping School también se estableció en 1891 por iniciativa suya; esto estaba destinado a las futuras amas de casa pero también a la formación de aquellas que luego encontrarían un lugar profesional en el hogar o la educación doméstica.
Además de estas actividades, también sintió que la posición legal de las mujeres podría mejorarse. El hilo conductor de las actividades feministas  de Bosch Kemper fue la búsqueda de una vida independiente para las mujeres a través de su propio trabajo, basada en una sólida educación. En 1894, se convirtió en presidenta de  Comité para la Mejora de la Condición Social y Legal de la Mujer en los Países Bajos, Maatschappelijken en den Rechtstoestand der Vrouw, en Holanda, y asociación para mejorar los derechos legales de las mujeres. Esto resultó, entre otras cosas, en la publicación de la revista Belang en Recht , que se publicó junto con la Unión de Mujeres en Groningen y la asociación de docentes Thugatèr. En 1907 se convirtió en miembro de la Asociación Holandesa para el Sufragio Femenino. Con el paso de los años, la igualdad legal de mujeres y hombres se volvió cada vez más importante para ella. Su hermana menor, Christine de Bosch Kemper, también era una activista por los derechos de las mujeres.
Bosch Kemper murió en Ámsterdam el 16 de febrero de 1916. 

## Premios y reconocimientos
Por todos sus esfuerzos, fue nombrada Caballero de la Orden de Orange-Nassau en su sexagésimo cumpleaños.